# Choiceland
Choiceland est un bourg situé en Saskatchewan au Canada. Il fait partie de la municipalité rurale de Torch River No 488 (en).

## Démographie
| 2001 | 2006 | 2011 | 2016 |
| ---- | ---- | ---- | ---- |
| 370  | 346  | 381  | 359  |